# Мораис Мота, Рамон ди
Рамо́н ди Мора́ис Мо́та (порт.-браз. Ramon Motta; род. 6 мая 1988, Кашуэйру-ди-Итапемирин), также известный как Рамон — бывший бразильский футболист, левый защитник.

## Карьера
Играя за молодёжный состав «Интернасьонала», Рамон в 2006 году выиграл молодёжный чемпионат Бразилии (играя вместе с Алешандре Пато), благодаря этому он быстро перешёл в первую команду. В 2008 году Рамон выиграл Лигу Гаушу и Южноамериканский кубок. Не сумев закрепиться в первой команде «Интера», Рамон в 2009 году был отдан в аренду «Васко да Гама».
В «Васко да Гама» Рамон стал лучшим левым защитником и открытием Лиги Кариока 2009. Многие фанаты называли Рамона «Воином Васко» за его скорость и организованную игру на позиции. Рамон сыграл важную роль в победе в Серии B, это помогло «Васко да Гама» вернуться в элиту бразильского футбола.
В 2010 году Рамон хотел продолжить играть в «Васко да Гама», но клуб не подписал новое соглашение с «Интернасьоналом», и левый защитник вернулся на «Бейра-Рио». Рамон тренировался отдельно от команды из-за разногласий с руководством, он не желал снова играть за «Интернасьонал». Пробыв недолго в родном клубе, Рамон вернулся в «Васко да Гама», с которым подписал четырёхлетний контракт. 5 июля 2011 года Родриго Каэтано, спортивный директор «Васко да Гама», оформил уход Рамона из клуба.
Новым клубом Рамона стал «Коринтианс». Вскоре после победы в Кубке Либертадорес с новым клубом Рамон был отдан в аренду «Фламенго» до конца 2013 года с возможностью выкупа. 11 июля 2012 года Рамон был представлен болельщикам и получил футболку с номером 6.
Рамон забил свой первый гол за «Фламенго» в матче против «Сан-Паулу» на «Морумби», «красно-чёрные» проиграли со счётом 4:1. Тем не менее, его переход во «Фламенго» носил неоднозначный характер, болельщики «Васко» оценивали этот шаг крайне негативно. Игрок подвергался словесным нападкам фанатов «Васко», в Интернете его называли предателем. В игре против своего бывшего клуба на «Энженьяне» Рамон был освистан болельщиками. Рамон всегда был любимцем не только фанатов «Васко», но и руководства клуба и других игроков. Любовь болельщиков «Васко» охладела, когда Рамон отправился во «Фламенго».
3 сентября 2013 года, после прихода во «Фламенго» Андре Сантоса, Рамон утратил место в основе «красно-чёрных» и был отдан в аренду «Бешикташу» на год. Уходя из «Фламенго», игрок поблагодарил клуб. После успешного сезона в составе турецкого клуба в июне 2014 года Рамон подписал с «Бешикташем» контракт на три года. В середине 2015/16 сезона Мотта согласовал 2,5-летний контракт с «Антальяспором».
В июне 2017 года «Васко» объявил о возвращении Рамона в клуб, игрок подписал контракт до конца сезона с возможностью продления ещё на два года. Его первый матч после возвращения состоялся против «Витория Салвадор»; Рамон сделал голевую передачу в той игре и помог своей команде победить со счётом 4:1. В августе 2017 года Рамон забил свой первый гол по возвращении в «Васко» — сильный удар из-за пределов штрафной площадки принёс «Васко» победу со счётом 1:0 в принципиальном матче против «Флуминенсе» на «Маракане». По словам Рамона, это был его самый красивый гол в бразильском футболе.
28 октября 2017 года в матче против «Фламенго» Рамон получил разрыв связок правого колена, матч закончился с ничейным счётом 0:0; по прогнозам, выздоровление Рамона должно было занять шесть месяцев.
31 мая 2018 года, после почти полугода восстановления, Рамон вернулся в команду на матч против «Параны», Васко выиграл со счётом 1:0.
После истечения контракта с клубом 24 декабря 2020 года Рамон решил уйти из футбола в возрасте 32 лет. Он так и не сумел должным образом восстановиться после разрыва связки в 2018 году.